# Santa Juana (Chili)
Santa Juana est une ville et une commune du Chili faisant partie de la province de Concepción, elle-même rattachée à la région du Biobío. En 2012, la population de la commune s'élevait à 13 228 habitants. La superficie de la commune est de 731 km2 (densité de 18 hab./km2).

Position de Santa Juana (en rouge) au sein de la Région du Biobío.